# Unione Sportiva Massese Aquilotti 1967-1968
Questa pagina raccoglie le informazioni riguardanti l'Unione Sportiva Massese Aquilotti nelle competizioni ufficiali della stagione 1967-1968.

## Rosa
| N. |                   | Ruolo | Calciatore         |
| -- | ----------------- | ----- | ------------------ |
|    | Italia (bandiera) |       | Benini             |
|    | Italia (bandiera) |       | Brozzi             |
|    | Italia (bandiera) | C     | Bruno Ciruel       |
|    | Italia (bandiera) | C     | Claudio Di Pucchio |
|    | Italia (bandiera) | D     | Floriano Galassin  |
|    | Italia (bandiera) | D     | Mario Martinelli   |
|    | Italia (bandiera) | P     | Pier Luigi Masoni  |
|    | Italia (bandiera) | C     | Silvano Merkuza    |
|    | Italia (bandiera) | P     | Alfredo Paolicchi  |
|    | Italia (bandiera) | D     | Enzo Pagotto       |

| N. |                   | Ruolo | Calciatore         |
| -- | ----------------- | ----- | ------------------ |
|    | Italia (bandiera) |       | Pini               |
|    | Italia (bandiera) | C     | Giancarlo Pomelli  |
|    | Italia (bandiera) | A     | Ezio Postini       |
|    | Italia (bandiera) | C     | Roberto Ronchi     |
|    | Italia (bandiera) | A     | Clemente Togni     |
|    | Italia (bandiera) | A     | Nerio Ulivieri     |
|    | Italia (bandiera) | C     | Pasquino Tarantola |
|    | Italia (bandiera) | C     | Mario Tinti        |
|    | Italia (bandiera) | D     | Francesco Zana     |